# Abatakola
- Wikispecies har taksonomi med forbindelse til  Abatakola

Abata-Kola (Cola acuminata) er et træ, der tilhører Kola-slægten. Kolatræet er hjemmehørende i Afrika. Det tilhører en slægt med over 120 arter. Kolatræet er er almindeligt dyrket i tropiske egne, både i Vestafrika og Sydafrika. Det kendes ved en kapsel, der indeholder 4 nødder / kerner der er 4–5 cm lange. De er hvide for at skifte farve over rød til sortbrun. Kolafrø indeholder theobromin og koffein. Spises som nødder, bruges i chokolade og til fremstilling af cola.